# Makoto Teguramori
Makoto Teguramori (手倉森 誠, Teguramori Makoto) est un footballeur japonais né le 14 novembre 1967 à Gonohe dans la préfecture d'Aomori.

## Biographie
Il entraîne le club du Vegalta Sendai de 2008 à 2013. Il participe avec cette équipe à la Ligue des champions d'Asie en 2013.
Il dirige l'équipe du Japon olympique lors des Jeux olympiques d'été de 2016 organisés au Brésil.

## Palmarès
- Vainqueur du championnat d'Asie des moins de 23 ans en 2016 avec l'équipe du Japon
- Champion de J-League 2 en 2009 avec le Vegalta Sendai